# Contrada
Contrada är en ort och kommun i provinsen Avellino i regionen Kampanien i Italien. Kommunen hade 3 063 invånare (2017).